# Kunstverein Passau

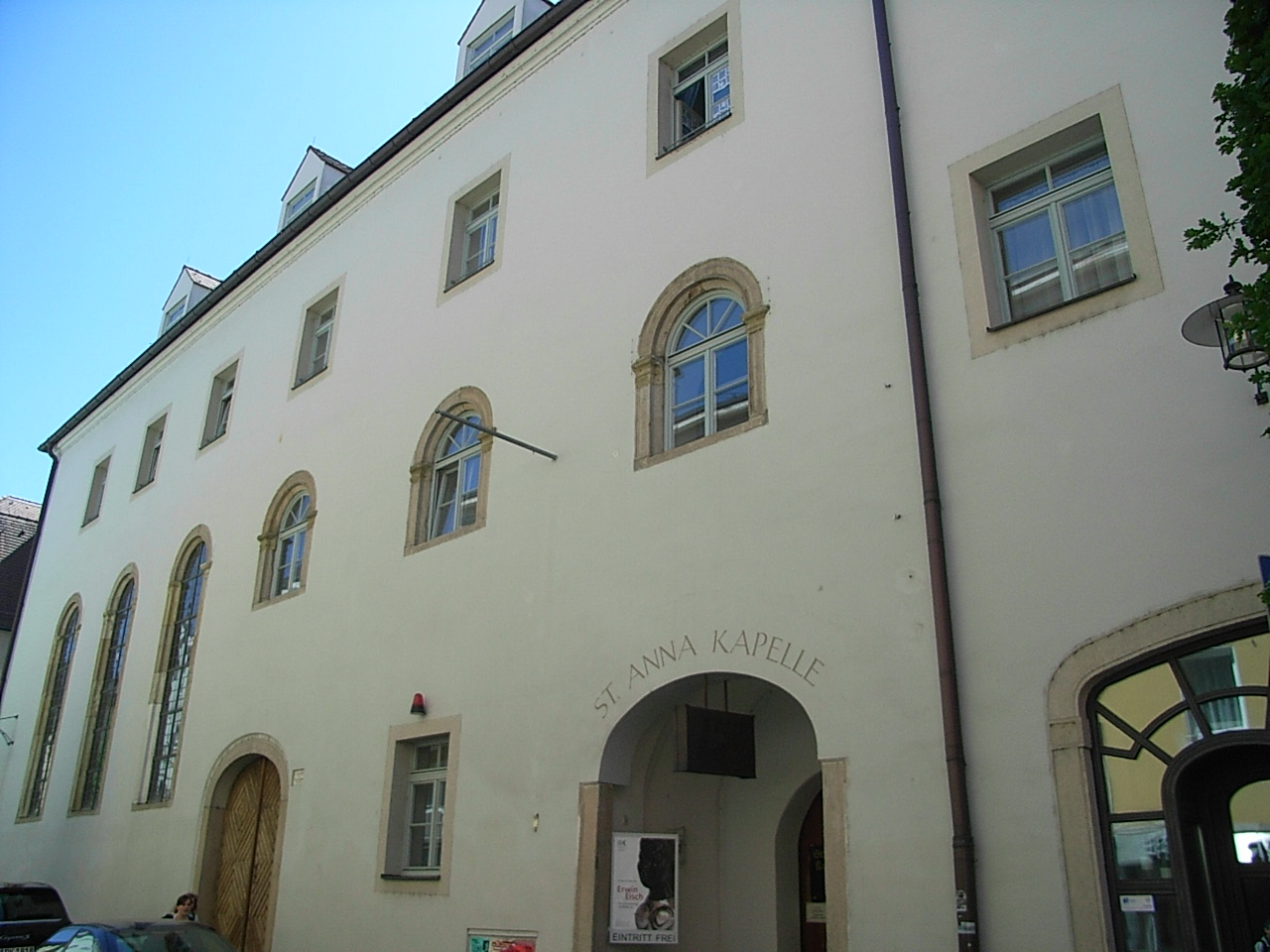
Eingang zu den Ausstellungsräumen in der Sankt Anna-Kapelle mit Plakat zu einer Ausstellung von Erwin Eisch (2007)

Der Kunstverein Passau e.V. ist ein 1949 gegründeter Kunstverein in Passau. Seine Aufgabe besteht in der Förderung zeitgenössischer bildender Kunst und ihrer Künstler.  konstituiert.

## Geschichte
Zu den Gründungsmitgliedern gehörten der städtische Rechtsrat Hans Hirsch (1906–1978), der Kunstmaler Otto Zieske (1902–1985), der Bildhauer Otto Zirnbauer (1903–1970) und der Grafiker Max Reinhart (1924–2016). Der Kunstverein hatte mit Stand 2015 etwa 1.100 Mitglieder.
Fester Ort für das Ausstellungsprogramm ist die profanierte Sankt Anna-Kapelle in der Heilig-Geist-Gasse in der Passauer Altstadt, ehemals zum Franziskanerkloster Sankt Anna gehörig. Seit 1988 gibt der Kunstverein die halbjährlich erscheinende Zeitschrift Passauer Kunst Blätter heraus. Ausstellungsleiter war von 1985 bis 1999 Gerwald Sonnberger, der 1992 zu den Gründern des Egon Schiele Art Centrums zählte.

## Präsidenten (Auswahl)
- 1963–1984 Otto Zieske,
- 1986–1999 Hanns Egon Wörlen
- 2014–2021  Martin Ortmeier.